# جامعة ناروبا

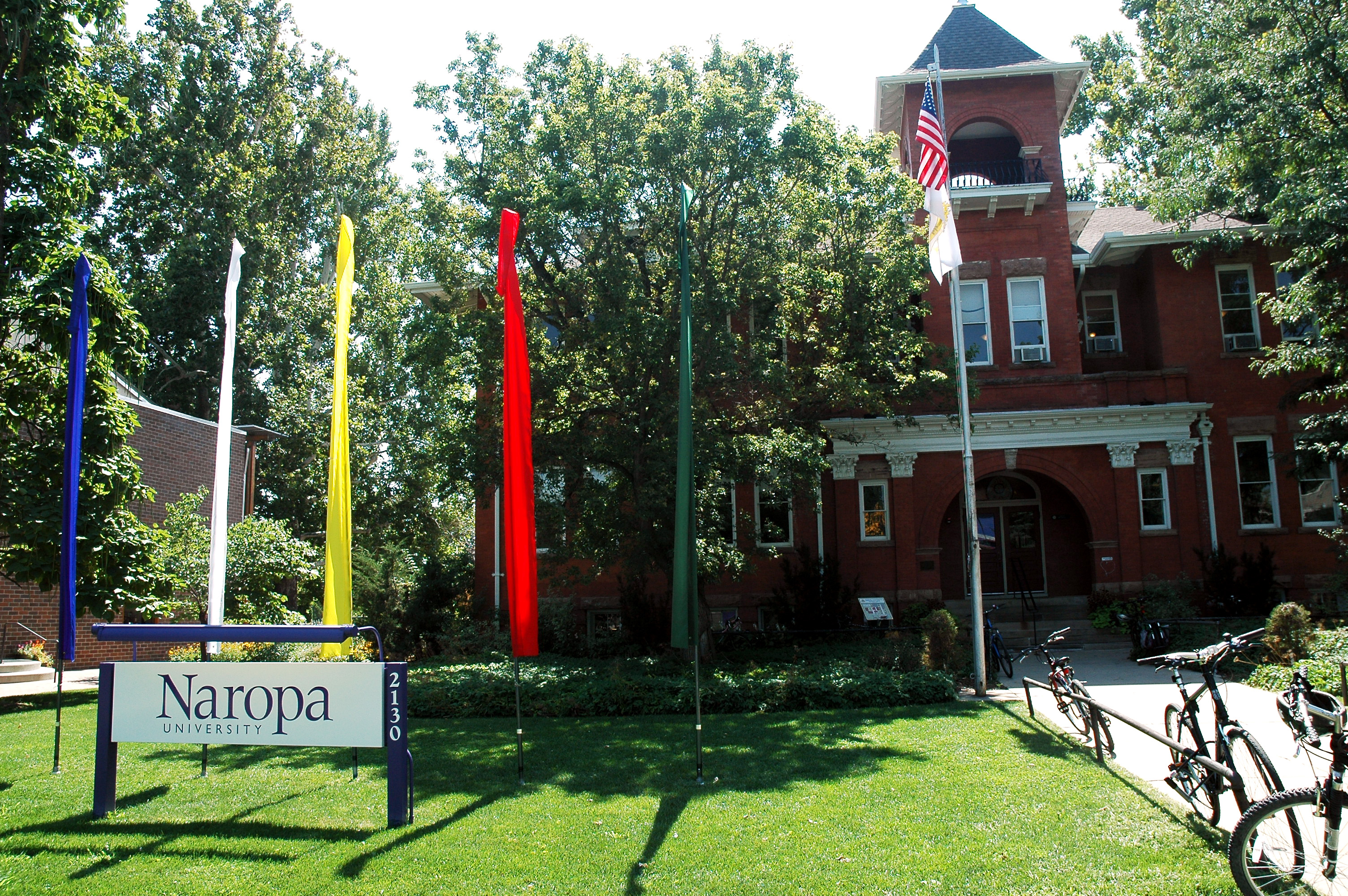
حرم أراباهو الرئيسي في ناروبا ، كما يُرى من شارع أراباهو.

جامعة ناروبا (بالإنجليزية:Naropa University) هي جامعة خاصة في بولدر، كولورادو. تأسست في عام 1974 من قبل المعلم البوذي التبتي تشوجيام ترونجبا، وقد سمي على اسم حكيم البوذي الهندي ناروبا في القرن الحادي عشر، رئيس دير نالاندا. تصف الجامعة نفسها بأنها مستوحاة من البوذية، ومسكونية، وغير طائفية وليست بوذية. يشجع ناروبا الأنشطة غير التقليدية مثل التأمل لاستكمال مناهج التعلم التقليدية.
تم اعتماد ناروبا من قبل الرابطة الشمالية المركزية للكليات والمدارس في عام 1988، مما يجعلها أول مؤسسة أكاديمية مستوحاة من البوذية تحصل على الاعتماد الإقليمي للولايات المتحدة. لا تزال واحدة من عدد قليل من هذه المدارس. استضافت الجامعة عددًا من شعراء بيت تحت رعاية مدرسة جاك كيرواك للشاعر المنزوع الجسد.

## التاريخ

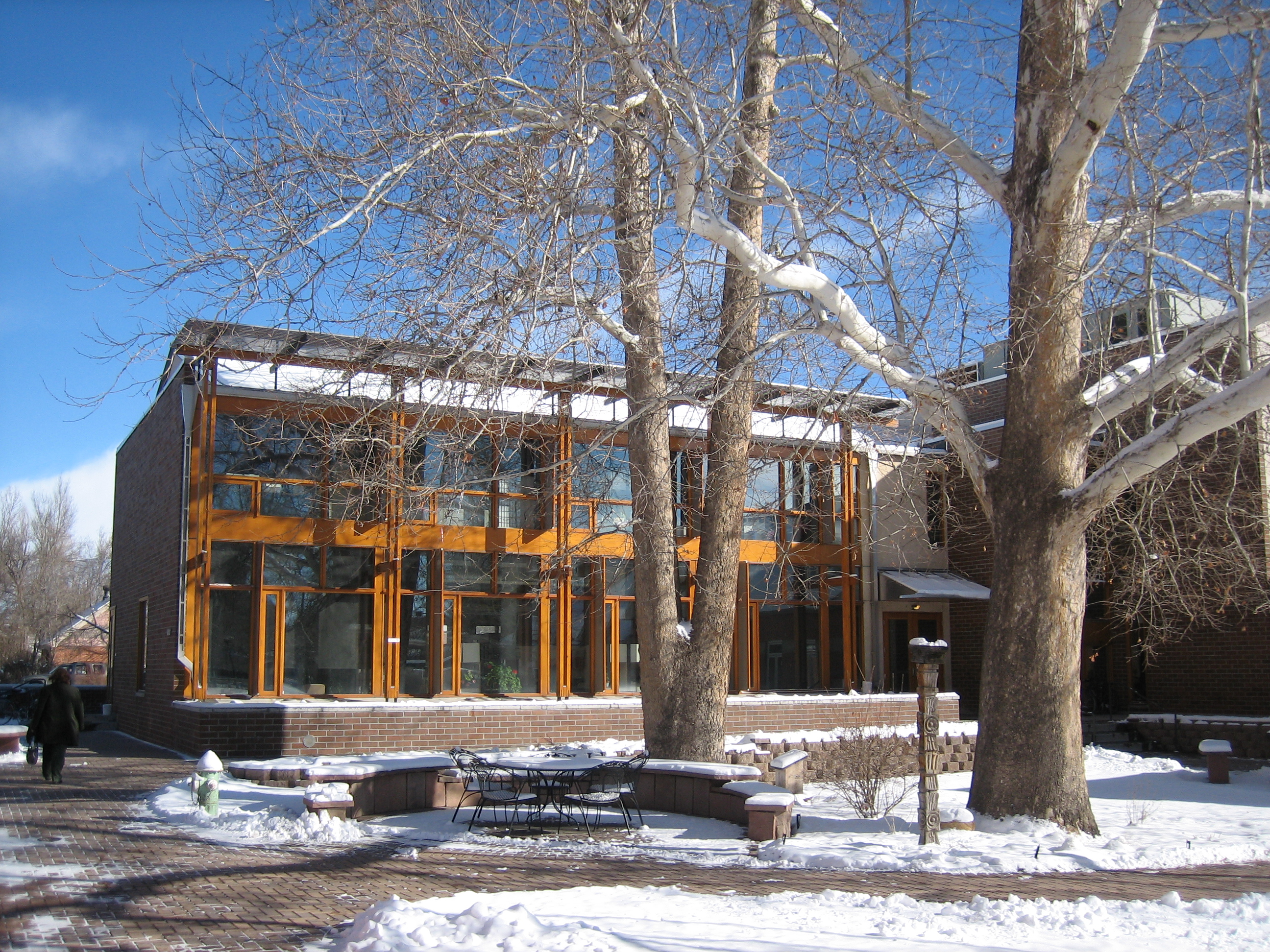
مبنى الإدارة

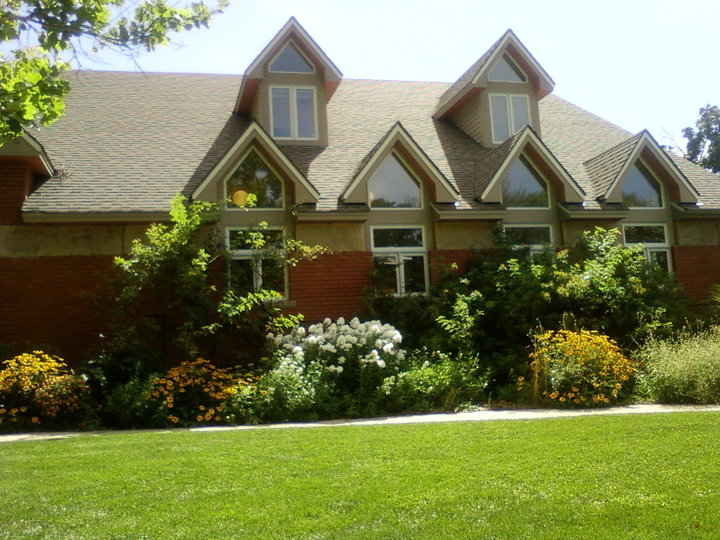
مكتبة ألين جينسبيرج

تأسست جامعة ناروبا من قبل تشوجيام ترونجيا، وهو من التبت المنفيين من تولكو والذي كان يحمل سلالة كارما كاجيو ونيينغما. دخل ترونجبا الولايات المتحدة الأمريكية في عام 1970، وأنشأ منظمة فاجرادهاتو في عام 1973، ثم في عام 1974، أسس معهد ناروبا التابع لمؤسسة نالاندا. في البداية، كانت مؤسسة مؤسسة نالاندا وفاجرادهاتو مرتبطان ارتباطًا وثيقًا، ولديهما مجالس إدارة متطابقة تقريبًا. في السنوات اللاحقة تمايزوا في مؤسسات أكثر استقلالية.
طلب ترونجبا من الشعراء ألين جينسبيرج وآن والدمان وجون كيج وديان دي بريما أن يؤسسوا قسمًا للشعر في ناروبا خلال الجلسة الصيفية الأولى. ابتكر جينسبرج ووالدمان، اللذان اجتمعا معًا في الصيف الأول، اسم مدرسة جاك كيرواك للشعراء غير المجسدين.
تم تقديم برامج الدرجة الرسمية الأولى في ناروبا في 1975-1976. وشمل ذلك بكالوريوس في الدراسات البوذية والفنون المرئية، وماجستير في علم النفس، وماجستير في الفنون البصرية، وشهادات فنون تعبيرية في الرقص والمسرح والشعر.
تم تصميم ماجستير في علم النفس في الأصل كامتداد لبرنامج مايترا في ترونجوبا، وهي دورة استمرت لمدة 16 أسبوعًا عقدت في ولاية كونيتيكت، واستنادًا إلى تعاليم فاجرايانا حول أنماط الطاقة الباطنية داخل العقل والجسم. طلب ترونجبا من مارفن كاسبرإعادة هيكلة برنامج مايتري لاستخدامه في ناروبا كبرنامج كامل للدراسات العليا في علم النفس التأملي. ذهب كاسبر لرئاسة هذا القسم وقام بتحرير اثنين من كتب ترونجبا. في البداية للحصول على الدرجة، كان يُطلب من الطلاب حضور ثلاث من الجلسات الصيفية للمعهد، وأخذ برنامجين لمايتري في ولاية كونيتيكت، وإكمال مشروع مستقل مدته ستة أشهر.
في عام 1977، بناءً على دعوة من ترونجبا، اتخذت إدارة ناروبا قرارًا بالسعي للحصول على الاعتماد الإقليمي. استمرت زيارات التقييم حتى عام 1986، وفي عام 1988، حصل معهد ناروبا على الاعتماد من الرابطة الشمالية المركزية للكليات والمدارس. في منتصف الثمانينيات، طلبت باربرا ديلي، رئيسة ناروبا، من لوسيان ولسن رئاسة مجلس الإدارة.
في عام 1991، قام مجلس أمناء ناروبا بتعيين جون كوب، المحامي الذي تلقى تعليمه في جامعة هارفارد والبوذي الممارس، كرئيس. عمل توماس ب.كوبيرن في هذا الدور من عام 2003 إلى عام 2009، وخلفه ستيوارت سي لورد في يوليو 2009.
بدأت الجامعة الانخراط في أبحاث الفيزيولوجيا الكهربية في كلية الدراسات العليا للإرشاد وعلم النفس عندما قدمت الجامعة معدات جديدة لدراسة تقلب معدل ضربات القلب، واستجابة الجلد الجلفانية، والتنفس خلال 2012-2014. في وقت لاحق، أنشأ جوردان كواغليا، دكتوراه مختبر العلوم المعرفية والعاطفية لدراسة تخطيط كهربية الدماغ (EEG) لمراقبة أنماط الموجات الدماغية في 2016-2017.

## مبادئ روحية
نارومبا يعزز التعليم التأملي - وهو مصطلح يستخدم في المقام الأول من قبل المعلمين بالتعاون مع جامعة نارومبا أو شامبالا البوذي المنظمات - بما في ذلك أنشطة مثل التأمل، وحفل الشاي الياباني، تاي تشي، متاهة المسيحية، ايكيبانا، والوثنية الجديدة الطقوس.
قام جيفري صموئيل، وريجينالد راي، وجوديث سيمر-براون بتتبع سلالة شامبالا [تعاليم ترونجبا] إلى حركة ريمي في القرن التاسع عشر في شرق التبت. . . عندما تصف ناروبا نفسها على أنها كلية فنون ليبرالية «غير طائفية» مستوحاة من البوذية، فإنها «غير طائفية» تترجم إلى حافة التبت. ومع ذلك، فإن اللا طائفية لا تعني «علمانية» كما تستخدم بشكل شائع في التعليم العالي. ربما يُفهم اللا طائفي على أنه انفتاح مسكوني على الممارسات التأملية وفنون التقاليد الدينية العالمية التي تعزز الدقة والوداعة والعفوية.
يمضي جوس في ملاحظة أنه كما هو الحال مع العديد من الكليات والجامعات البروتستانتية والكاثوليكية الأمريكية، واجهت ناروبا ضغوطًا لتأسيس استقلالها عن المنظمة الدينية المرتبطة بها، شامبالا الدولية. ولكن على عكس العديد من هذه المؤسسات، فقد تجنبت إبعاد الدين عن هامش الحياة الجامعية.
يستخدم وصف ناروبا للتعليم التأملي الاستخدام الليبرالي للغة والمفاهيم البوذية. على سبيل المثال، يتحدث الكتالوج الخاص به عن "الطلاب ينخرطون بإخلاص في ممارسات الوعي اليقظ من أجل تنمية التواجد في اللحظة تنمية الانفتاح والوعي الذاتي والبصيرة "الداخلية العمل " ك التحضير للعمل الرحيم والتحويل في العالم.
اعتبارًا من عام 2008، تشمل متطلبات التعليم التأملي ما يلي: يجب على جميع الطلاب الجامعيين اختيار ثلاث ساعات فصل دراسي من «ممارسة الجسد والعقل» مثل تاي تشي أو الرقص الأفريقي، بالإضافة إلى ثلاث ساعات من «تقاليد الحكمة العالمية» والتي قد تتضمن دورة دينية. بالإضافة إلى بعض التخصصات، مثل علم النفس والدراسات الدينية، تتطلب دورات متخصصة في التأمل. في برنامج علم النفس، نوع التأمل المطلوب خاص ببوذية شامبالا. إلى جانب هذه المتطلبات، يدمج عدد من أساتذة ناروبا عنصرًا تأمليًا في التدريس في الفصل الدراسي أو متطلبات الدورة، مثل البدء بقوس أو لحظة صمت أو مطالبة الطلاب بالتفكير في كيفية دمج دراساتهم في حياتهم.
ليوم واحد في كل فصل دراسي، تقيم جامعة ناروبا يوم الممارسة المجتمعية، حيث لا تُعقد الفصول الدراسية العادية وتغلق المكاتب. في هذا اليوم، تتم دعوة أعضاء مجتمع ناروبا - الطلاب وأعضاء هيئة التدريس والموظفين وغيرهم - للمشاركة في جلسة ممارسة التأمل الجماعية خلال الصباح. يتم تقديم التخصصات التأملية الأخرى على مدار اليوم. غالبًا ما يتم تقديم حلقات النقاش ووجبات الغداء الإدارية ومشاريع خدمة المجتمع في فترة ما بعد الظهر. الهدف المعلن لهذا اليوم هو تنمية العمل الجماعي في مجتمع ناروبا والتأكيد على أهمية عيش حياة واعية وواعية بدلاً من حياة عالية السرعة وفوضى.

## الخريجين المتميزين
- جريجوري آلان إيساكوف [13]
- بريندا كولتاس [14]
- بانكي إيكو هوك [15]
- جوستين فريشمان [16]
- تيم ز. هيرنانديز [17]
- سيدار سيغو [18]
- ايليني سيكيليانوس [19]
- براد ويل [20]

## روابط خارجية
- الموقع الرسمي